# Heterodonta
Heterodonta zijn een subterklasse van de tweekleppigen (Bivalvia).